# Хаджиева, Нэлли Джемалдиновна
Нэ́лли Джемалди́новна Хаджи́ева (род. 11 февраля 1939, Галашки, Чечено-Ингушская АССР) — актриса Чеченского государственного драматического театра имени Х. Нурадилова, Народная артистка Чечено-Ингушской АССР и РСФСР (1991).

## Биография
Родилась в селе Галашки (с 1944 — Первомайское Сунженского района) 14 февраля 1939 года. Окончила среднюю школу в Дуба-Юрте. В 1957 году поступила в Ленинградский государственный институт театра, музыки и кино.
После окончания вуза в 1962 году пришла работать в Чечено-Ингушский драматический театр. Исполняла главные роли во многих спектаклях. Первой её ролью была Джульетта в трагедии Уильяма Шекспира «Ромео и Джульетта». Затем были роли комиссара в «Оптимистической трагедии» Всеволода Вишневского, Кручининой в пьесе «Без вины виноватые» Александра Островского, леди Анны в «Ричарде III» Шекспира, Волумнии в «Кориолане», Химены в спектакле «Сид» Пьера Корнеля, Бусаны в «Бешто», Кусамы в «Чудаках» и многие другие.

## Спектакли
- «Ромео и Джульетта» Уильяма Шекспира (Джульетта);
- «Оптимистическая трагедия» Всеволода Вишневского (Комиссар);
- «Без вины виноватые» Александра Островского (Кручинина);
- «Ричард III» Шекспира (леди Анна);
- «Кориолан» Шекспира (Волумния);
- «Сид» Корнеля (Химена);
- «Бешто» Саида Бадуева (Бусана);
- «Чудаки» (Кусама);
- «День рождения Терезы» по пьесе Георгия Мдивани (Аманда);
- «Кровавая свадьба» Гарсиа Лорки (Невеста);
- «Коварство и любовь» Фридриха Шиллера (леди Мильфорд);
- «Дорога любви» Идриса Базоркина (Дота);
- «Асланбек Шерипов» (Медина);
- «Петимат» Саида Бадуева (Петимат);
- «Тропою грома» по роману П. Абрахамса (Сари Вильер);
- «Бессмертные» Абдул-Хамида Хамидова (Катя Радионова);
- «Тополёк мой в красной косынке» Чингиза Айтматова (Кадича);
- «Свекровь» М. Шамхалова (Зарифа);
- «Пока арба не перевернулась» Отиа Иоселиани (Кесария Богверадзе);
- «Драматическая песня» по роману Николая Островского «Как закалялась сталь» (Тоня Туманова);
- «Два цвета» (Катя Шагалова);

## Фильмография
- Белый взрыв (1969) — мать Тимура.